# Jayanca
Jayanca (escrito Iaianca en mochica colonial) es una localidad peruana ubicada en la región Lambayeque, provincia de Lambayeque, distrito de Jayanca. Es asimismo capital del distrito de Jayanca. Se encuentra a una altitud de 66 m s. n. m. Tiene una población de 5519 habitantes en 1993.

## Clima
| Parámetros climáticos promedio de Jayanca | Parámetros climáticos promedio de Jayanca | Parámetros climáticos promedio de Jayanca | Parámetros climáticos promedio de Jayanca | Parámetros climáticos promedio de Jayanca | Parámetros climáticos promedio de Jayanca | Parámetros climáticos promedio de Jayanca | Parámetros climáticos promedio de Jayanca | Parámetros climáticos promedio de Jayanca | Parámetros climáticos promedio de Jayanca | Parámetros climáticos promedio de Jayanca | Parámetros climáticos promedio de Jayanca | Parámetros climáticos promedio de Jayanca | Parámetros climáticos promedio de Jayanca |
| Mes                                       | Ene.                                      | Feb.                                      | Mar.                                      | Abr.                                      | May.                                      | Jun.                                      | Jul.                                      | Ago.                                      | Sep.                                      | Oct.                                      | Nov.                                      | Dic.                                      | Anual                                     |
| ----------------------------------------- | ----------------------------------------- | ----------------------------------------- | ----------------------------------------- | ----------------------------------------- | ----------------------------------------- | ----------------------------------------- | ----------------------------------------- | ----------------------------------------- | ----------------------------------------- | ----------------------------------------- | ----------------------------------------- | ----------------------------------------- | ----------------------------------------- |
| Temp. máx. media (°C)                     | 36.8                                      | 37.7                                      | 37.6                                      | 36.5                                      | 36.5                                      | 34.5                                      | 34.5                                      | 34.2                                      | 30.2                                      | 26.2                                      | 27.4                                      | 30.2                                      | 34.6                                      |
| Temp. media (°C)                          | 33.5                                      | 33.3                                      | 32.1                                      | 32.1                                      | 31.5                                      | 30.7                                      | 28.8                                      | 27.4                                      | 25.7                                      | 21.2                                      | 20.1                                      | 24.3                                      | 27.6                                      |
| Temp. mín. media (°C)                     | 30.2                                      | 30.9                                      | 30.7                                      | 29.8                                      | 28.6                                      | 27                                        | 26.1                                      | 25.6                                      | 20.2                                      | 16.3                                      | 16.9                                      | 18.3                                      | 20.2                                      |
| Días de lluvias (≥ 1 mm)                  | 7                                         | 10                                        | 15                                        | 12                                        | 5                                         | 6                                         | 5                                         | 5                                         | 8                                         | 12                                        | 12                                        | 8                                         | 8.75                                      |
| Fuente: climate-data.org                  |                                           |                                           |                                           |                                           |                                           |                                           |                                           |                                           |                                           |                                           |                                           |                                           |                                           |